# 성룡의 쿵푸마스터
성룡의 쿵푸마스터(寻找成龙, Looking for Jackie)는 중국에서 제작된 감독팡, 강평 감독의 2009년 액션, 드라마 영화이다. 성룡 등이 주연으로 출연하였고 김충강 등이 제작에 참여하였다. 알려진 다른 제목은 심조성룡, 성룡을 찾아서이다.

## 출연

### 주연
- 성룡
- 장이산
- 당언

### 조연
- 장 이바이
- 강홍파
- 안병연
- 원화
- 원보
- 원빈
- 원추
- 오군
- 주효빈
- 위 난
- 묘묘
- 왕쉐빙
- 판웨밍
- 친란
- 요적
- 궈커이
- 원문정
- 장용수
- 전화
- 오월
- 바이 빙

## 제작진
- 무술감독: 원보